# Dendrobiella sericea
Dendrobiella sericea là một loài bọ cánh cứng trong họ Bostrichidae. Loài này được Mulsant & Wachanru miêu tả khoa học năm 1852.